# الحكونية
الحكونية هي قرية وجماعة قروية تقع في إقليم طرفاية بجهة العيون الساقية الحمراء، المغرب، وبلغ عدد سكانها 151 نسمة حسب الإحصاء العام للسكان والسكنى لسنة 2014. مما يجعلها في المرتبة الثانية من حيث أقل عدد السكان بعد تيفاريتي والتي يبلغ عدد سكانها 55 نسمة (إحصاء 2014).